# 黃柄蠟傘
黃柄蠟傘（學名：Hygrocybe aurantipes）是一種伞菌目真菌，僅僅散佈於東澳大利亞潮濕森林中的一些零散地點。這種真菌體形細小，其菌蓋直徑2-4厘米，顏色為橄欖褐色。其菌柄和菌褶均呈金黃色，因此能容易與其他物種分辨。至今，人們只從悉尼下北岸巷灣國家公園、藍山的海澤布魯克和威爾遜山中找到了這種真菌。這種真菌於1995年被新南威爾士瀕危物種保護法案定義為「脆弱的」。

## 分類
黃柄蠟傘最早的樣本是由雷·科爾尼和艾爾瑪·科爾尼於1990年6月17日在悉尼下北岸巷灣國家公園收集得來，並於1997年正在式被真菌學家安東尼·M·楊定義為一種新品種。其學名「aurantipes」源自拉丁文詞彙「aurant-」和「pes」。「aurant-」意思是「金黃色」，而「pes」意思則是「足部」。結合起來就是「金黃色足部」，在真菌學中則指「黃柄」，指的是其金黃色的菌柄。

## 描述
黃柄蠟傘是一種細小的伞菌，其菌蓋呈深橄欖褐色，直徑2–4厘米（¾–1½英寸），起初呈錐形，後變得幾乎為平坦的。其菌褶連接著菌蓋的底部，並且呈明橙色或黃色。而其黃色或橙色的菌柄則高3–6厘米（1⅓–2½英寸），粗0.35–0.7厘米，且其底部呈錐形，顏色較為蒼白。其孢子印為白色，而橢圓形的擔孢子的大小則為5.5 x 8.5微米。

## 分佈及生境
黃柄蠟傘是一種腐生营养真菌，並且零散地分佈在悉尼下北岸的巷灣國家公園、藍山海澤布魯克和威爾遜山中。子實體在秋季和冬季（五月至八月）出現，並且多在溫暖的溫帶或亞熱帶氣候中的熱帶雨林河岸上的枯枝落葉和苔蘚上出現。
現在，黃柄蠟傘被新南威爾士州政府視為「脆弱」物種，即「除非威脅其生存或進化的情況和因素停止，否則可能成為瀕危物種的物種」。黃柄蠟傘很少會主動尋找合適的棲息地，且其棲息地易受污染，和易受路人損壞及雜草侵占棲息地。